# جین چندلر
جین چندلر (انگلیسی: Gene Chandler؛ زادهٔ ۶ ژوئیهٔ ۱۹۳۷) یک موسیقی‌دان اهل ایالات متحده آمریکا است.